# Albert. W. Merrick
Albert. W. Merrick, né à New York vers 1839, publie Black Hills Pioneer, le premier journal à Deadwood, Dakota du Sud.

## Histoire
Il commence sa carrière de journaliste à Denver dans le Colorado. En 1876, il rejoint le camp de chercheur d'or de Deadwood, dans le Dakota du Sud. Avec son associé W. A. Laughlin, il crée le premier journal de la ville le 8 juin 1876, sous le nom de Black Hills Pioneer. De nos jours, le journal existe toujours, mais les bureaux se trouvent à Spearfish.
Il apparait dans le recensement de 1890.

## Télévision
Merrick et le Pioneer apparaissent dans la série Deadwood de HBO Television. Jeffrey Jones joue le rôle de Merrick.

## Liens
- Black Hills Pioneer